# LG G Flex
L'LG G Flex è un phablet Android sviluppato e prodotto da LG. Presentato dalla società il 27 ottobre 2013 per essere commercializzato in Corea del Sud, lo smartphone è il primo della società ad avere un display flessibile, con una cover posteriore "auto-rigenerante" che può riparare lievi abrasioni.
Il G Flex è stato elogiato per la sua durata, le prestazioni e la visibilità dello schermo, ma è stato stroncato per essere troppo simile per hardware, software e design al G2, con una risoluzione dello schermo relativamente più bassa rispetto ad altri smartphone recenti, e non presentando alcuna giustificazione convincente per il display curvo in relazione al prezzo elevato del dispositivo.